# Liste der Naturschutzgebiete im Eifelkreis Bitburg-Prüm
Im Eifelkreis Bitburg-Prüm gibt es 30 Naturschutzgebiete, die eine Gesamtfläche von 2384,50 Hektar einnehmen. Im Landkreis befinden sich außerdem ein Landschaftsschutzgebiet „Zwischen Ueß und Kyll“ sowie die Naturparke Südeifel und Nordeifel.
| Name                                                                        | Bild | Kennung               | Einzelheiten | Position | Fläche Hektar | Datum         |
| --------------------------------------------------------------------------- | ---- | --------------------- | --- | -------- | ------------- | ------------- |
| Ginsterheiden im Irsental bei Daleiden                                      | BW   | 7232-003 WDPA: 163250 | | ⊙        | 76            | 1987          |
| Schönecker Schweiz                                                          | BW   | 7232-004 WDPA: 165460 | Schutzzweck ist die Erhaltung und Entwicklung der Schönecker Schweiz als ein Gebiet von gesamtstaatlicher repräsentativer Bedeutung mit ihren markanten Landschaftsteilen, insbesondere dem Altburger Bachtal, dem Kupferbach- und Schalkenbachtal, dem Greimelscheid und Walbert, dem Burg-, Forst- und Merker-Berg als größten zusammenhängenden natürlichen und naturnahen Teil der Prümer Kalkmulde. | ⊙        | 865           | 1991          |
| Rohrvenn                                                                    | BW   | 7232-051 WDPA: 82436  | | ⊙        | 28            | 1983          |
| Scharren bei Dockendorf                                                     | BW   | 7232-052 WDPA: 82511  | | ⊙        | 5             | 1983          |
| Im Bühnchen bei Peffingen                                                   | BW   | 7232-053 WDPA: 163857 | | ⊙        | 8,8           | 1987          |
| Römersköpfchen bei Messerich                                                | BW   | 7232-054 WDPA: 319002 | | ⊙        | 8             | 1987          |
| Niesenberg bei Weinsheim                                                    | BW   | 7232-055 WDPA: 164826 | | ⊙        | 8,5           | 1985          |
| Obig den Scharren bei Peffingen                                             | BW   | 7232-056 WDPA: 164907 | | ⊙        | 4,7           | 1987          |
| Im Odendell bei Bettingen                                                   | BW   | 7232-058 WDPA: 163881 | | ⊙        | 1,4           | 1989          |
| Ourschleife/Falkenstein                                                     | BW   | 7232-059 WDPA: 164971 | | ⊙        | 270           | 1984          |
| Alfbachtal mit Tunenbach und Hollbach zwischen Großlangenfeld und Pronsfeld | BW   | 7232-063 WDPA: 162077 | | ⊙        | 164           | 26. Nov. 1997 |
| Tongruben bei Speicher                                                      | BW   | 7232-065 WDPA: 165918 | | ⊙        | 35            | 1997          |
| Scharren beim Urmeskreuzchen                                                | BW   | 7232-066 WDPA: 165366 | | ⊙        | 1,93          | 1989          |
| Rohrmaar bei Scharfbillig                                                   | BW   | 7232-069 WDPA: 165210 | | ⊙        | 2,21          | 1989          |
| Primerköpfchen bei Ingendorf                                                | BW   | 7232-070 WDPA: 165041 | | ⊙        | 1,7           | 1987          |
| In der Held bei Hüttingen                                                   |      | 7232-077 WDPA: 163905 | Hüttingen an der Kyll Kalkmagerrasens mit seltenen Orchideen (z. B. Ophrys holoserica, Himantoglossum hircinum), Tagfalterarten sowie Reptilien. Trockengebüsche mit ebenfalls seltenen Arten. | ⊙        | 10,5          | 1995          |
| Weiherwiese bei St. Thomas                                                  | BW   | 7232-078 WDPA: 166214 | | ⊙        | 4             | 1987          |
| Tongrube bei Utscheid                                                       | BW   | 7232-079 WDPA: 165909 | | ⊙        | 5             | 1996          |
| Langenberg und Bocksberg bei Wallendorf                                     | BW   | 7232-080 WDPA: 164351 | | ⊙        | 47,5          | 1991          |
| Tongruben bei Niederprüm                                                    | BW   | 7232-083 WDPA: 165917 | | ⊙        | 3,5           | 1987          |
| Urprümschleife bei Echtershausen                                            | BW   | 7232-084 WDPA: 166038 | | ⊙        | 6,5           | 1996          |
| Mittleres Ourtal zwischen Dreiländereck und Rellesmühle                     | BW   | 7232-086 WDPA: 164641 | | ⊙        | 490           | 1984          |
| Wingertsberg bei Hüttingen                                                  | BW   | 7232-090 WDPA: 166328 | | ⊙        | 45,5          | 1995          |
| Mehlenbachtal zwischen Gondenbrett und Weinsfeld                            | BW   | 7232-091 WDPA: 164596 | | ⊙        | 164           | 1997          |
| Hinterköpfchen bei Ingendorf                                                | BW   | 7232-092 WDPA: 163691 | | ⊙        | 1             | 1987          |
| Truffvenn bei Burbach                                                       | BW   | 7232-094 WDPA: 165967 | | ⊙        | 6,4           | 1986          |
| Bierbachtal zwischen Hollnich und Masthorn                                  | BW   | 7232-095 WDPA: 162409 | | ⊙        | 31            | 1997          |
| Streuobstwiesen und Hecken am Münchensberg bei Hüttingen                    |      | 7232-097 WDPA: 319170 | Hüttingen an der Kyll Streuobst und Hecken charakterisieren den oberen Bereich des Südwesthanges nahe Hüttingen an der Kyll. | ⊙        | 21            | 1999          |
| Scharren am Altenhof bei Bettingen                                          | BW   | 7232-098 WDPA: 165365 | | ⊙        | 6,7           | 1988          |
| Kelterdell und Kuckuckslay bei Echternacherbrück                            | BW   | 7232-099 WDPA: 164050 | | ⊙        | 61,7          | 1991          |
| Legende für Naturschutzgebiet                                               |      |                       | |          |               |               |